# Hesperapis fuchsi
Hesperapis fuchsi är en biart som först beskrevs av Henry Lorenz Viereck 1909.  Hesperapis fuchsi ingår i släktet Hesperapis och familjen sommarbin. Inga underarter finns listade i Catalogue of Life.